# Europejska strategia zatrudnienia
Europejska strategia zatrudnienia – zbiór naczelnych zasad i priorytetów ukierunkowujących działania Unii Europejskiej na określone cele w zakresie polityki zatrudnienia. ESZ ma swój początek w traktacie amsterdamskim podpisanym przez przywódców krajów ówczesnej piętnastki podczas szczytu luksemburskiego w dniach 20–21 listopada 1997.
Powstanie Europejskiej strategii zatrudnienia ma swoje uzasadnienie w 15-milionowym bezrobociu w 1997, wzroście gospodarczym niepowodującym zwiększenia zatrudnienia oraz postępującej marginalizacji społecznej osób bezrobotnych. Została oparta na czterech filarach:
- zatrudnialność – w ramach tego filaru wprowadzono doradztwo zawodowe, ustawiczne kształcenie bezrobotnych, organizowanie kursów podnoszących lub zmieniających ich kwalifikacje tak, aby mieli oni szansę powrotu na rynek pracy;
- przedsiębiorczość – zainicjowano zmiany w zasadach zakładania działalności gospodarczej, aby dać obywatelom UE swobodę działania i zwiększyć szansę na powstawanie nowych miejsc pracy;
- zdolność adaptacyjna pracowników i pracodawców – filar ten ma na celu propagowanie elastycznych form zatrudnienia, nowoczesnych form zarządzania organizacją, przeprowadzanie szkoleń pracowników w celu podniesienia ich zdolności adaptacyjnych do zmieniającej się sytuacji rynkowej;
- równość szans – dążenie do aktywizacji zawodowej osób niepełnosprawnych oraz zrównanie szans kobiet i mężczyzn na rynku pracy. W obrębie tego filaru postulowano również konieczność przeprowadzania prób pogodzenia życia zawodowego z życiem rodzinnym.

Drugim etapem ewolucji ESZ była jej nowelizacja 22 lipca 2003. Decyzją Rady 2003/578/EC (DzUWE nr L 197/13 z dn. 5.8.2003), nowymi głównymi celami w ramach polityki zatrudnienia UE stały się:
1. pełne zatrudnienie,
2. poprawa jakości i produktywności pracy,
3. wzmocnienie spójności społecznej i integracji.

Przyjęto również dziesięć szczegółowych wytycznych, które miały ukierunkować państwa członkowskie na realizację głównych celów:
1. aktywne i prewencyjne działanie na rzecz bezrobotnych i biernych zawodowo,
2. tworzenie miejsc pracy i przedsiębiorczość,
3. promocja adaptacyjności i mobilności na rynku pracy,
4. promocja rozwoju kapitału ludzkiego i kształcenia ustawicznego,
5. wzrost podaży pracy i promowanie aktywnego starzenia się,
6. polityka równości szans kobiet i mężczyzn na rynku pracy,
7. wspieranie integracji i zwalczanie dyskryminacji osób znajdujących się w niekorzystnej sytuacji na rynku pracy,
8. rozwijanie finansowych zachęt do podjęcia pracy,
9. ograniczenie szarej strefy zatrudnienia,
10. zmniejszenie regionalnych zróżnicowań w zatrudnieniu.

Europejska strategia zatrudnienia musi być przestrzegana przez państwa członkowskie, ponieważ Rada Europejska cyklicznie ocenia postępy każdego z nich we Wspólnym raporcie zatrudniania, jednocześnie wytyczając ścieżki działań na przyszłość. Na podstawie tych wytycznych kraje UE są zobowiązane do utworzenia swoich planów działań na rzecz zatrudnienia.